# Simulium adleri
Simulium adleri är en tvåvingeart som beskrevs av Jitklang och Kuvangkadilok 2008. Simulium adleri ingår i släktet Simulium och familjen knott.
Artens utbredningsområde är Thailand. Inga underarter finns listade i Catalogue of Life.